# Administração Federal de Autoestradas
A Administração Federal de Autoestradas (Federal Highway Administration, FHWA) é uma divisão do Departamento de Transportes dos Estados Unidos especializada em transporte rodoviário. As principais atividades da agência estão agrupadas em dois programas, o Programa de Rodovias com Auxílio Federal e o Programa de Rodovias Terrestres Federais. A sua função era anteriormente desempenhada pelo Gabinete de Inquérito Rodoviário, Gabinete de Estradas Públicas e pelo Gabinete de Estradas Públicas.

## História

### Antecessores
A organização tem várias organizações predecessoras e uma história complicada.
O Office of Road Inquiry (ORI) foi fundado em 1893. Em 1905, o nome dessa organização foi alterado para Office of Public Roads (OPR), que se tornou uma divisão do Departamento de Agricultura dos Estados Unidos. O nome foi alterado novamente para Bureau of Public Roads em 1915 e para Public Roads Administration (PRA) em 1939. Em seguida, foi transferido para a Federal Works Agency, que foi abolida em 1949, quando seu nome foi revertido para Bureau of Public Roads, subordinado ao Departamento de Comércio.
Com o advento da bicicleta na década de 1890, cresceu o interesse pela melhoria de ruas e estradas na América. O método tradicional de colocar o fardo da manutenção de estradas nos proprietários de terras locais era cada vez mais inadequado. O estado de Nova York assumiu a liderança em 1898 e, em 1916, o antigo sistema havia sido descartado em todos os lugares. As demandas cresceram para o governo local e estadual assumir o controle. Com o advento do automóvel após 1910, esforços urgentes foram feitos para melhorar e modernizar estradas de terra projetadas para o tráfego de carroças puxadas por cavalos. A American Association for Highway Improvement foi organizada em 1910. O financiamento veio do registo de automóveis e dos impostos sobre os combustíveis, bem como dos auxílios estatais. Em 1916, a ajuda federal foi disponibilizada pela primeira vez para melhorar as pós-estradas e promover o comércio em geral. Congresso apropriou $ 75 milhões ao longo de um período de cinco anos, com o Secretário da Agricultura encarregado por meio do Departamento de Estradas Públicas, em cooperação com os departamentos de rodovias estaduais. Havia 38.6 km × 9.7 km (24 mi × 6 mi) de estradas rurais de terra em 1914; 160,000 km (100,000 mi) foram melhoradas com nivelamento e cascalho, e 4,800 km (3,000 mi) receberam superfície de alta qualidade. O rápido aumento da velocidade dos automóveis, e especialmente dos caminhões, tornou a manutenção e o reparo um item de alta prioridade. O concreto foi usado pela primeira vez em 1893 e expandido até se tornar o material de revestimento dominante na década de 1930.

### Criação
O FHWA foi criado em 15 de outubro de 1966.
Em 1967, as funções do Departamento de Estradas Públicas foram transferidas para a nova organização.
Foi um dos três escritórios originais, juntamente com o Bureau of Motor Carrier Safety e o National Highway Safety Bureau (agora conhecido como National Highway Traffic Safety Administration).
A ajuda federal começou em 1917. De 1917 a 1941, 420,000 km (261,000 mi) de autoestradas foram construidas com ajuda federal, e custaram $5,31 billões. Os fundos federais totalizaram $3,17 mil milhões, e fundos estaduais e locais foram $2,14 mil milhões.

## Funções
A função do FHWA no Programa de Ajuda Federal de Rodovias é supervisionar os fundos federais usados para construir e manter o Sistema Rodoviário Nacional (principalmente rodovias interestaduais, rodovias dos EUA e a maioria das rodovias estaduais). Esse financiamento vem principalmente do imposto federal sobre a gasolina e vai principalmente para os departamentos estaduais de transporte. O FHWA supervisiona projetos usando esses fundos para garantir que os requisitos federais de elegibilidade do projeto, administração de contratos e padrões de construção sejam cumpridos.
No âmbito do Federal Lands Highway Program (às vezes chamado de "alimentação direta"), o FHWA fornece serviços de projeto e construção de rodovias para várias agências federais de gestão de terras, como o Serviço Florestal e o Serviço Nacional de Parques.
Além desses programas, o FHWA realiza e patrocina pesquisas nas áreas de segurança viária, congestionamento, materiais rodoviários e métodos de construção, e fornece financiamento a centros de programas de assistência técnica locais para divulgar os resultados de pesquisas às agências rodoviárias locais.
O FHWA também publica o Manual on Uniform Traffic Control Devices (MUTCD), que é usado pela maioria das agências de rodovias nos Estados Unidos. O MUTCD especifica coisas como o tamanho, cor e altura dos sinais de trânsito, sinais de trânsito e marcações da superfície da estrada.

## Programas

### Programa de Desempenho de Pavimento de Longo Prazo
O Programa de Desempenho de Pavimento de Longo Prazo (Long-Term Pavement Performance, LTPP) é um programa apoiado pelo FHWA para coletar e analisar dados rodoviários. O programa LTPP foi iniciado pelo Transportation Research Board (TRB) do National Research Council (NRC) no início dos anos 1980. A Federal Highway Administration (FHWA), com a cooperação da Associação Americana de Funcionários de Rodovias e Transportes Estaduais (AASHTO), patrocinou o programa. Como resultado desse programa, a FHWA coletou um enorme banco de dados de desempenho de estradas. A FHWA e a ASCE realizam um concurso anual conhecido como LTPP International Data Analysis Contest, que se baseia em desafiar os pesquisadores a responder a uma pergunta com base nos dados do LTPP.

### Iniciativa Todos os Dias Contam
A Iniciativa Todos os Dias Contam (Every Day Counts, EDC) do FHWA planeada em 2009 e iniciada em 2011 é projetada como o projeto de infraestrutura rodoviária dos Estados Unidos da década de 2010 para identificar e implantar inovações destinadas a reduzir o tempo de entrega de construção do projeto, aumentando a segurança e protegendo o meio ambiente. Também teve um impacto positivo na aceleração da implantação de inovações.
Cinco etapas foram programadas de 2012 a 2020 e incluem várias tecnologias e métodos para melhorar o tempo de viagem, segurança, gerenciamento de projetos e contratos, economizando energia, riscos, custos e recursos ambientais.
Tudo começou com a redução do consumo de combustível e melhoria da confiabilidade do tempo de viagem pelo controle de tráfego adaptativo, continuou com a implementação de projetos alternativos de interseções e várias estratégias de economia de dinheiro e anticorrupção, como revisão independente dos planos de construção antes do pagamento da construção, também estratégias de economia de tempo como direito -way, construções de pontes no local como uma substituição rápida de pontes

## Organização
A Federal Highway Administration é supervisionada por um administrador nomeado pelo Presidente dos Estados Unidos por e com o consentimento do Senado dos Estados Unidos. O administrador trabalha sob a direção do Secretário de Transportes e do Secretário Adjunto de Transportes. A organização interna do FHWA é a seguinte:
- Administrador
  - Diretor-executivo
    - Escritório de Infraestrutura
    - Escritório de Pesquisa, Desenvolvimento e Tecnologia
      - Revista Public Roads

    - Escritório de Planejamento, Meio Ambiente e Imóveis
    - Escritório de Política e Assuntos Governamentais
    - Escritório do Diretor Financeiro
    - Escritório de Administração
    - Escritório de Operações
    - Escritório de Segurança
    - Rodovia Escritório de Terras Federais
    - Escritório do Diretor Jurídico
    - Escritório de Direitos Civis
    - Escritório de Relações Públicas

### Administradores
| - Roy Stone 3 outubro 1893 – 13 outubro 1899 - Martin Dodge 31 janeiro 1899 – 1905 - Logan Waller Page 1905 – 9 dezembro 1918 - Thomas Harris MacDonald 1 abril 1919 – 31 março 1953 - Francis Victor DuPont 1 abril 1953 – 1 janeiro 1956 - Charles Dwight Curtiss 14 janeiro 1955 – dezembro 1957 - John A. Volpe (acting) 22 outubro 1956 – 5 fevereiro 1957 - Bertram Dalley Tallamy fevereiro 5, 1957– janeiro 20, 1961 - Rex Marion Whitton janeiro 20, 1961 – dezembro 30, 1966 - Lowell K. Bridwell março 23, 1967 – janeiro 20, 1969 - Francis Cutler Turner, março 13, 1969 – junho 30, 1972 - Ralph Bartelsmeyer (acting) julho 1972 – junho 1, 1973 - Norbert Tiemann 1 junho 1973 – 31 março 1977 - William M. Cox 7 abril 1977 – 1 maio 1978 - Karl S. Bowers 3 agosto 1978 – janeiro 1980 | - John S. Hassell, Jr. 11 julho 1980 – 5 fevereiro 1981 - Raymond A. Barnhart fevereiro 12, 1981 – dezembro 31, 1987 - Robert E. Farris junho 8, 1988 – maio 17, 1989 - Thomas D. Larson agosto 10, 1989 – janeiro 20, 1993 - Rodney E. Slater junho 3, 1993 – fevereiro 14, 1997 - General Kenneth R. Wykle dezembro 2, 1997 – setembro 4, 2001 - Mary E. Peters outubro 29, 2001 – julho 29, 2005 - J. Richard Capka maio 31, 2006 – janeiro 24, 2008 - Thomas J. Madison Jr. agosto 18, 2008 – janeiro 20, 2009 - Victor Mendez janeiro 20, 2009 – julho 24, 2014 - Gregory G. Nadeau julho 30, 2014 – janeiro 20, 2017 - Brandye Hendrickson (acting), 24 julho 2017 – 6 maio 2019 - Nicole R. Nason, 7 maio 2019 – 20 janeiro 2021 |

### Administradores adjuntos
- D. Grant Mickle 27 de outubro de 1961[16] - 20 de janeiro de 1964
- Lowell K. Bridwell (atuando) 20 de janeiro de 1964 - 23 de março de 1967[17]
- Ralph Bartelsmeyer 10 de agosto de 1970 - 25 de janeiro de 1974[18]
- Joseph R. Coupal Jr, 30 de setembro de 1974[19] - ?
- Karl S. Bowers 5 de junho de 1977[20] - 3 de agosto de 1978[21]
- John S. Hassell, Jr. 31 de agosto de 1978 - 11 de julho de 1980
- Alinda Burke 8 de agosto de 1980[22] - ?
- Lester P. Lamm, 17 de setembro de 1982 - 1986
- Gloria J. Jeff 19 de dezembro de 1997[23] - 3 de janeiro de 1999[24]
- Dr. Walter Sutton Jr (atuando) 3 de janeiro de 1999[25] - 3 de maio de 2000[26] 3 de maio de 2000 - janeiro de 2001
- J. Richard Capka 5 de agosto de 2002 - 31 de maio de 2006[27]
- Kerry O'Hare, 10 de novembro de 2008[25] - 20 de janeiro de 2009
- Gregory G. Nadeau 8 de julho de 2009 - 30 de julho de 2014
- Brandye Hendrickson 24 de julho de 2017 - 9 de outubro de 2019
- Mala Parker, 10 de outubro de 2019 - 20 de janeiro de 2021[28]
- Stephanie Pollack 21 de janeiro de 2021 - atual

### Diretores executivos
- Lester P. Lamm, 8 de agosto de 1973[25] - ?
- Thomas D. Everett, 22 de outubro de 2018 - presente[29]